# 2022년 대우조선해양 파업
2022년 대우조선해양 파업은 2022년 6월 2일부터 시작된 대우조선해양 하청 노조의 파업으로, 전국금속노조의 지지 파업과 야당 각 세력의 지지로 그 규모와 범위가 더욱 확산되었다.